# Ghostyhead
Ghostyhead è un album in studio della cantante statunitense Rickie Lee Jones, pubblicato nel 1997.

## Tracce
1. Little Yellow Town – 6:54
2. Road Kill – 4:41
3. Matters – 6:04
4. Firewalker – 3:56
5. Howard – 4:45
6. Ghostyhead – 5:36
7. Sunny Afternoon – 3:54
8. Scary Chinese Movie – 6:19
9. Cloud of Unknowing – 7:03
10. Vessel of Light – 6:30